# Grand Échezeaux

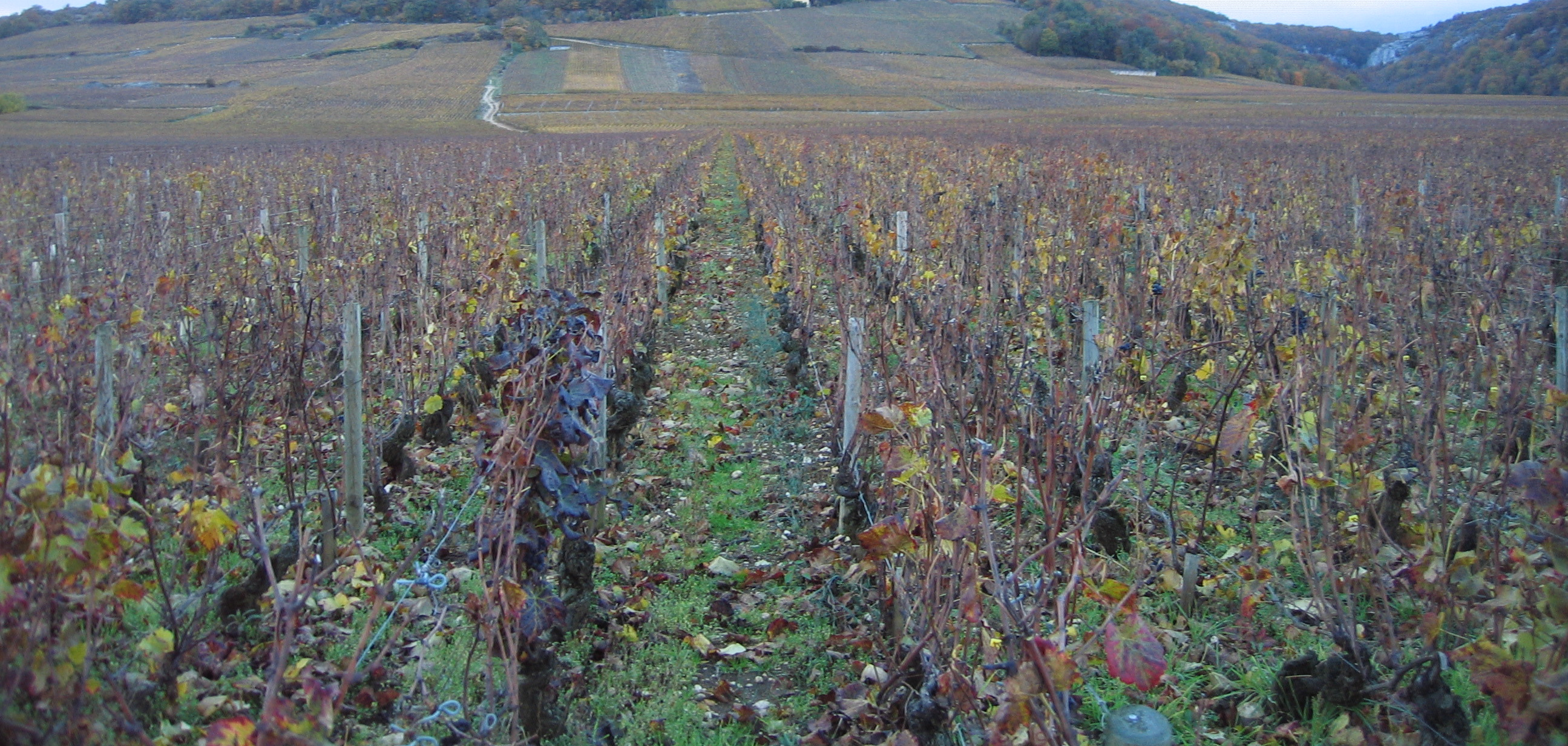
Die Lage Grand Échezeaux im Herbst 2009 von der Umfriedung der Lage Clos de Vougeot aus gesehen

Der Grand Échezeaux ist eine als Grand Cru eingestufte Weinlage an der Côte d’Or im französischen Burgund. Sie liegt in der Gemeinde Flagey-Echézeaux, hat eine Fläche von 9,14 Hektar und eine eigene Appellation. Erzeugt wird ausschließlich Rotwein.

## Lage, Klima und Boden
Der Grand Échezeaux befindet sich auf einem leicht ansteigenden Osthang in 250 bis 260 m Höhe über dem Meeresspiegel. Nordöstlich schließt sich die bekannte Lage Clos de Vougeot und westlich der Échezeaux an und im Süden liegt die Premier Cru Lage Les Suchots. Die südöstlich gelegenen Weinberge werden als einfache Village Weine unter dem Namen Vosne-Romanée verkauft. Sie besteht aus einer Vielzahl von Parzellen, die sich knapp 21 Besitzer teilen. Die größten Anteile besitzen die Domänen Domaine de la Romanée-Conti (3,53 ha), Mongeard-Mugneret (1,44 ha) und Jean-Pierre Mugneret/Jean-René Naudant (0,90 ha).
Das Klima wird dem burgundischen Übergangsklima zugeordnet, bei dem kontinentale Einflüsse gegenüber maritimen überwiegen. Die zumeist trockenen und heißen Sommer lassen den Pinot noir zwar ausreifen, große Jahrgänge entstehen aber nur, wenn kein Regen im Herbst die Lese beeinträchtigt. Bedingt durch die reine Ostlage ist das Mikroklima verhältnismäßig kühl, aber besonders sonnig. Genau zwischen den Einschnitten der Combe d’Orveaux und der Combe de Concoeur gelegen, ist der Grand Échezeaux vor nächtlichen Fallwinden und Spätfrösten geschützt.
Der Unterboden der Lage liegt auf Comblanchien-Kalkstein. Die braune, lehmig-kalkige Bodenschicht des Grand Échezeaux ist relativ tief. Die zahlreichen Kalksteine speichern die Wärme des Tages und strahlen sie in der Nacht wieder an die Reben ab.

## Wein
Der Grand Échezeaux wird in der Regel ausschließlich aus Pinot Noir erzeugt. Als weitere Rebsorten sind Pinot Liébault und Pinot Beurot zugelassen. Theoretisch dürfen bis zu 15 % weiße Trauben (Chardonnay, Pinot Gris und Pinot Blanc) verwendet werden. Der natürliche Alkoholgehalt muss mindestens 11,5 Volumenprozent betragen. Die Chaptalisation ist – wie überall in Burgund – erlaubt. Der Basisertrag beträgt jährlich 35 Hektoliter je Hektar, dieser darf maximal um 20 % überschritten werden. Von 2003 bis 2007 wurden im Mittel jährlich 278 Hektoliter von diesem Weinberg erzeugt. Das sind 30,4 hl/ha. Damit liefert dieser Grand Cru gut 36.200 Flaschen pro Jahr.

## Geschichte
Die Weinlage gehörte zum Kloster Cîteaux. Den Status eines Grand Cru erhielt die Lage Grand Échezeaux am 31. Juli 1937. Hierbei wurden zum eigentlichen Échezeaux Bas noch ein einige kleine Gemarkungen geschlagen. Diese gelten als qualitativ gleichwertig. Das Dekret über die Appellation Contrôlée erfasst gleichzeitig die benachbarte Grands Cru Lage Échezeaux.